# Narcissus elegans
Narcissus elegans es una especie de planta perenne perteneciente a  la familia de las Amarilidáceas. Es originaria de la región del Mediterráneo occidental.

## Descripción
Narcissus elegans vive en los matorrales y campos abandonados desde hace tiempo. Se parece a Narcissus serotinus pero lo diferenciamos fácilmente porque la inflorescencia tiene muchas flores, desarrolla hojas al mismo tiempo que florece (Narcissus serotinus no tiene hojas cuando está en flor) y además las hojas son planas en lugar de cilíndricas. Las flores son de color blanco con la corona central naranja; los pétalos pueden ser muy estrechos y a veces están dirigidos hacia atrás. Florece en otoño.

## Taxonomía
Narcissus elegans fue descrita por (Haw.) Spach y publicado en Histoire Naturelle des Végétaux, Classés par Familles 12: 452, en el año 1846.
Citología
Número de cromosomas de Narcissus elegans (Fam. Amaryllidaceae) y táxones infraespecíficos: 
2n=20.
Etimología
Narcissus nombre genérico que hace referencia  del joven narcisista de la mitología griega Νάρκισσος (Narkissos) hijo del dios río Cephissus y de la ninfa Leiriope; que se distinguía por su belleza. 
El nombre deriva de la palabra griega: ναρκὰο, narkào (= narcótico) y se refiere al olor penetrante y embriagante de las flores de algunas especies (algunos sostienen que la palabra deriva de la palabra persa نرگس y que se pronuncia Nargis, que indica que esta planta es embriagadora). 
elegans: epíteto latino que significa "elegante".
Sinonimia
- Hermione autumnalis (Link) M.Roem.
- Hermione elegans Haw. basónimo
- Hermione tangieri Pritz.
- Narcissus autumnalis Link
- Narcissus cupanianus Guss.
- Narcissus elegans f. auranticoronatus Maire
- Narcissus elegans var. fallax Font Quer
- Narcissus elegans var. flavescens Maire
- Narcissus elegans var. oxypetalus (Boiss.) Maire
- Narcissus elegans var. uniflorus Lojac.
- Narcissus oxypetalus Boiss.
- Narcissus serotinus Salzm. ex Schousb.[5]